# الدمية الآلية لا تنكسر
الدمية الآلية لا تنكسر (باليابانية: 機巧少女は傷つかない، بالروماجي: Mashin-Dōru wa Kizutsukanai) هي سلسلة رواية خفيفة من تأليفريجي كايتو ورسم رورو. نشرت من قبل ميديا فاكتوري منذ 21 نوفمبر عام 2009 حتى 25 يوليو عام 2017، وتكونت من 17 مجلدًا. اقتبست إلى سلسلة مانغا من تأليف ريجي كايتو ورسم هاكارو تاكاغي، نشرت من قبل ميديا فاكتوري في مجلة كومك ألايف الشهرية منذ 27 أبريل عام 2010 حتى عام 2016، وتكونت من 9 مجلدات. أنتجت إلى مسلسل أنمي تلفزيوني من قبل استوديو ليرتشي، عرض الأنمي في 7 أكتوبر عام 2013 واستمر عرضه حتى 23 ديسمبر عام 2013، وتكون من 12 حلقة + 6 أوفات.

## القصة
تدور أحداث القصة في تاريخ بديل في أوائل القرن العشرين، عن رايشين أكاباني هو طالب محرك دمى من اليابان، الذي جاء إلى أكاديمية والبورغيس الملكية للفنون الآلية في إنجلترا لدراسة الماشين آرت، هو مزيج من السحر والتكنولوجيا مع التطبيقات العسكرية. ترافقه فتاة تدعى يايا، وهي دمية آلية حية مدعومة بدوائر سحرية، متخصصة في القتال اليدوي. في الأكاديمية هناك بطولة قتالية حصرية لأفضل 100 طالب ودميته الآلية، لتحديد من هو أعظم محرك دمى.

## الشخصيات

### الشخصيات الرئيسية
رايشين أكاباني (باليابانية: 赤羽 雷真، بالروماجي: Akabane Raishin)
أداء صوتي: هيرو شيمونو
يايا (باليابانية: 夜々، بالروماجي: Yaya)
أداء صوتي: هيتومي هارادا
إيروري (باليابانية: いろり، بالروماجي: Irori)
أداء صوتي: آي كايانو
كوموراساكي (باليابانية: 小紫، بالروماجي: Komurasaki)
أداء صوتي: يوي أوغورا

### شخصيات أخرى
فري (باليابانية: フレイ، بالروماجي: Furei)
أداء صوتي: أزوسا تادوكورو
أليس بيرنشتاين (باليابانية: アリス・バーンスタイン، بالروماجي: Arisu Bānsutain)
أداء صوتي: ريسا تاندا
شين (باليابانية: シン، بالروماجي: Shin)
أداء صوتي: تاكاهيرو ساكوراي
ليزيت نوردين (باليابانية: リゼット・ノルデン، بالروماجي: Rizetto Noruden)
أداء صوتي: ماميكو نوتو
سيدريك غرانفيل (باليابانية: セドリック・グランビル، بالروماجي: Sedorikku Guranbiru)
أداء صوتي: ريسا تاندا
لوكي (باليابانية: ロキ، بالروماجي: Roki)
أداء صوتي: نوبوهيكو أوكاموتو
كروبيم (باليابانية: ケルビム، بالروماجي: Kerubimu)
أداء صوتي: أندرو تي. تشاندلر [الإنجليزية]
شارلوت بيليو (باليابانية: シャルロット・ブリュー، بالروماجي: Sharurotto Buryū)
أداء صوتي: ميجومي تاكاموتو
سيغموند (باليابانية: シグムント، بالروماجي: Shigumunto)
أداء صوتي: جوجي ناكاتا
فيليكس كينغسفورت (باليابانية: フェリクス・キングスフォート، بالروماجي: Ferikusu Kingusufōto)
أداء صوتي: يوكي كاجي
إيليزا (باليابانية: エリザ، بالروماجي: Eriza)
أداء صوتي: ماميكو نوتو
ماغنيس (باليابانية: マグナス، بالروماجي: Magunasu)
أداء صوتي: يوكي أونو
هوتارو (باليابانية: 火垂، بالروماجي: Hotaru)
أداء صوتي: كانا هانازاوا
إدوارد رذرفورد (باليابانية: エドワード・ラザフォード، بالروماجي: Edowādo Razafōdo)
أداء صوتي: أتسشي أونو
كيمبرلي (باليابانية: キンバリー، بالروماجي: Kinbarī)
أداء صوتي: شيزوكا إيتو
كرول (باليابانية: クルーエル، بالروماجي: Kurūeru)
أداء صوتي: جونيتشي سوابي
أفريل (باليابانية: アヴリル، بالروماجي: Avuriru)
أداء صوتي: أياكو كاواسومي
شوكو كاريوساي (باليابانية: 花柳斎 硝子، بالروماجي: Karyūsai Shōko)
أداء صوتي: يوكانا
برونسون (باليابانية: ブロンソン، بالروماجي: Buronson)
أداء صوتي: كين ناريتا
يومي (باليابانية: ヨミ، بالروماجي: Yomi)
أداء صوتي: ميوكي إيتشيجو
ياماباتو (باليابانية: 山鳩، بالروماجي: Yamabato)
أداء صوتي: تاكاهيرو فوجيوارا
كرو (باليابانية: 鴉، بالروماجي: Karasu)
أداء صوتي: تايشي موراتا
تينزين أكاباني (باليابانية: 赤羽 天全، بالروماجي: Akabane Tenzen)
ناديشيكو أكاباني (باليابانية: 赤羽 撫子، بالروماجي: Akabane Nadeshiko)
أداء صوتي: كانا هانازاوا
هنريت بيليو (باليابانية: アンリエット・ブリュー، بالروماجي: Anrietto Buryū)
أداء صوتي: أسوكا نيشي

## وصلات خارجية
- الموقع الرسمي باللغة اليابانية
- الدمية الآلية لا تنكسر على موقع ANN manga (الإنجليزية)